# 苦海浄土
『苦海浄土―わが水俣病』（くがいじょうど・くかいじょうど）は、水俣病患者を題材とする、1969年に出版された石牟礼道子の作品。水俣湾に排出された工業廃水に含まれた汚染物質で生じた奇病の苦しみと患者の尊厳を表現している。
いくつかの雑誌連載を経て、1969年1月、講談社から刊行された。後に発表された『天の魚』『神々の村』と合わせて三部作を構成する。
1970年に木村栄文の監督で映像化された。

## 作品の成立
著者の石牟礼道子は、故郷を襲った惨禍を知ったことから水俣病患者からの聞き書きを開始したという。
出版された『苦海浄土』の全7章は、第1章から順番に書かれたのではなく、第3章の「ゆき女きき書」に当たる部分から誕生し、そこを核として書かれた。
原型となる作品は1960年から「サークル村」で発表された。1960年に1月に「サークル村」で発表された初期の短編作品は「奇病」と題されたものの、「水俣湾漁民のルポルタージュ」とも銘打たれており、1965年から1966年12月から1966年12月に「熊本風土記」で「海と空のあいだに」の題で断続連載された。その後、「奇病」は第5話「海と空のあいだに――坂上ゆきのきき書より」と改題され、『苦海浄土――わが水俣病』に収録された際に再度「ゆき女きき書」と改題された。
『苦海浄土』は水俣三部作の第一部という位置づけであり、1974年に書かれた第三部『天の魚』、2004年に出された第二部『神々の村』と続き、続編も予定されていた。

## 内容
第二章 不知火海沿岸漁民
東京大学大学院生だった宇井純が現代技術史研究会の『技術史研究』に富田八郎（とんだやろう）のペンネームで連載した「水俣病」の一部を石牟礼は引用。石牟礼は、水俣病の最初の発見者として、新日本窒素肥料（現・チッソ）水俣工場附属病院長の細川一の名を挙げている。
1959年11月2日に行われた不知火海沿岸漁民総決起大会と水俣市内デモ行進、それに続く工場への乱入、警官隊との衝突が詳細に綴られている。
第七章 昭和四十三年
1959年12月30日、新日本窒素肥料（現・チッソ）は水俣病の責任を認めないまま、水俣病患者と家族でつくる「水俣病患者家庭互助会」と「見舞金契約」を結ぶ。見舞金は当時としても極端に低額であった。石牟礼は契約の条項を細かく記すとともに、企業ならびに政府の姿勢を厳しく批判した（『苦海浄土』が出版されてから4年後、熊本地裁は水俣病第1次訴訟判決で見舞金契約を「公序良俗に反する」として無効とした）。

## 評価
しばしば「私小説」と評されており、石牟礼自身は1972年にこの作品を「浄瑠璃のごときもの」と表現した。
1970年には第1回大宅壮一ノンフィクション賞に選定されたものの、石牟礼は辞退した。受賞を辞退した理由として石牟礼は「今なお苦しんでいる患者」がいるのに自分一人が受賞すべきではないと述べた。批評家の若松英輔は、著者がその作品の真の作者ではない（体験者が居る）から受賞に抵抗があったのではないかと推測した。武田徹は、患者からの聞き書きではなく石牟礼が患者を代弁して書いた作品であるため、ノンフィクションとは言い難いと考える。
池澤夏樹はこの小説を「現代世界の十大小説」の一つとし、『池澤夏樹=個人編集 世界文学全集』にも収録した。

## 映画
1970年に『苦海浄土』は木村栄文の監督で映像化され、RKB毎日放送で放送された。第25回芸術祭大賞を受賞。

### キャスト
- 北林谷栄

### スタッフ
- 木村栄文 - ディレクター
- 石牟礼道子 - 作
- 木下淳介 - 撮影
- 大江泰弘 - 撮影
- 粟村皓司 - 編集
- 小野宏行 - 音声
- 井上義信 - 音声
- 北林谷栄 - 語り
- 今福将雄 - 語り

## 出版
- 『苦海浄土 わが水俣病』講談社、1969年1月。
- 『苦海浄土 わが水俣病』講談社文庫、1972年12月。
- 『新装版 苦海浄土 わが水俣病』講談社〈講談社文庫〉、2004年7月15日。ISBN 978-4062748155。
- 『苦海浄土 わが水俣病』河出書房新社〈池澤夏樹編 世界文学全集 Ⅲ-04〉、2011年 ISBN 978-4-309-70968-0
- 『苦海浄土　全三部』藤原書店、2016年 ISBN 9784865780833

各・第一部「苦海浄土」、第二部「神々の村」、第三部「天の魚」を収録
- Livia Monnet翻訳（英語）： Paradise in the Sea of Sorrow : Our Minamata Disease, Yamaguchi Pub. House (1990) ISBN 9784841108033
- Livia Monnet翻訳（英語）： Paradise in the Sea of Sorrow : Our Minamata Disease, Volume 25 of Michigan Classics in Japanese Studies (2003) ISBN 9781929280254